# Kuta (Megamendung)
Kuta is een bestuurslaag in het regentschap Bogor van de provincie West-Java, Indonesië. Kuta telt 6160 inwoners (volkstelling 2010).